# Pelophylax epeiroticus
Pelophylax epeiroticus é uma espécie de anfíbio da família Ranidae.
Pode ser encontrada nos seguintes países: Albânia e Grécia.
Os seus habitats naturais são: matagais mediterrânicos, rios, pântanos, lagos de água doce, marismas de água doce e plantações .
Está ameaçada por perda de habitat.